# Liste des sites retenus pour le loto du patrimoine en 2022
| Parc des Sources Église prieurale Notre-Dame Colonie pénitentiaire Maison des Alix Château de Quenza Premier château des princes de Salm Chevalements Haras du Pin Théâtre à l'italienne Maison de l'Intendance Porte Beucheresse Château de Roquemartine Église Saint-Louis \| S A P C H \| |
| S A P C H |

| S A P C H |

Cet article recense les sites retenus pour le loto du patrimoine en 2022.

## Projets emblématiques
Le 15 mars 2022, la mission Stéphane Bern annonce les 18 projets qualifiés d'« emblématiques » figurant sur les billets de loto mis en vente.
| Nom                                                         | Commune              | Département             | Région                     | Protection                                                                                     | Coordonnées                  | Image |
| ----------------------------------------------------------- | -------------------- | ----------------------- | -------------------------- | ---------------------------------------------------------------------------------------------- | ---------------------------- | ----- |
| Parc des Sources                                            | Vichy                | Allier                  | Auvergne-Rhône-Alpes       | Classé                                                                                         | 46° 07′ 32″ N, 3° 25′ 11″ E  |       |
| Église prieurale Notre-Dame de La Charité-sur-Loire         | La Charité-sur-Loire | Nièvre                  | Bourgogne-Franche-Comté    | Classé, inscrit, partie d'un site du patrimoine mondial UNESCO                                 | 47° 10′ 39″ N, 3° 00′ 59″ E  |       |
| Colonie pénitentiaire de Belle-Île-en-Mer                   | Le Palais            | Morbihan                | Bretagne                   |                                                                                                | 47° 21′ 09″ N, 3° 09′ 22″ O  |       |
| Maison des Alix (d)                                         | Gien                 | Loiret                  | Centre-Val de Loire        | Inscrit                                                                                        | 47° 41′ 05″ N, 2° 37′ 45″ E  |       |
| Château de Quenza (d)                                       | Quenza               | Corse-du-Sud            | Corse                      |                                                                                                | 41° 45′ 54″ N, 9° 08′ 34″ E  |       |
| Premier château des princes de Salm                         | Senones              | Vosges                  | Grand Est                  | Classé                                                                                         | 48° 23′ 43″ N, 6° 58′ 57″ E  |       |
| Maison La Souvenance                                        | Goyave               | Guadeloupe              | Guadeloupe                 | Maisons des Illustres                                                                          | 16° 07′ 15″ N, 61° 35′ 46″ O |       |
| Léproserie de l'Acarouany                                   | Mana                 | Guyane                  | Guyane                     | Classé                                                                                         | 5° 35′ 31″ N, 53° 48′ 47″ O  |       |
| Chevalements de la fosse n° 9 - 9 bis des mines de Dourges  | Oignies              | Pas-de-Calais           | Hauts-de-France            | Classé, inscrit                                                                                | 50° 27′ 39″ N, 2° 59′ 13″ E  |       |
| Usine de Pierrefonds                                        | Saint-Pierre         | La Réunion              | La Réunion                 | Inscrit                                                                                        | 21° 18′ 07″ S, 55° 25′ 41″ E |       |
| Cinéma Atlas (d)                                            | Les Anses-d'Arlet    | Martinique              | Martinique                 |                                                                                                | 14° 29′ 28″ N, 61° 04′ 49″ O |       |
| Usine sucrière de Hajangoua                                 | Dembeni              | Mayotte                 | Mayotte                    | Inscrit                                                                                        | 12° 52′ 03″ S, 45° 11′ 50″ E |       |
| Église Saint-Ouen (d)                                       | Le Pin-au-Haras      | Orne                    | Normandie                  |                                                                                                | 48° 44′ 09″ N, 0° 07′ 49″ E  |       |
| Infirmerie vétérinaire (d) du haras national du Pin         | Le Pin-au-Haras      | Orne                    | Normandie                  | Inscrit                                                                                        | 48° 44′ 23″ N, 0° 08′ 40″ E  |       |
| Théâtre à l'italienne de Guéret                             | Guéret               | Creuse                  | Nouvelle-Aquitaine         | Inscrit, sélectionné par la mission d'identification du patrimoine immobilier en péril en 2018 | 46° 10′ 13″ N, 1° 52′ 13″ E  |       |
| Maison de l'Intendance du jardin des plantes de Montpellier | Montpellier          | Hérault                 | Occitanie                  | Classé                                                                                         | 43° 36′ 51″ N, 3° 52′ 18″ E  |       |
| Porte Beucheresse                                           | Laval                | Mayenne                 | Pays de la Loire           | Classé, inscrit                                                                                | 48° 04′ 03″ N, 0° 46′ 25″ O  |       |
| Château de Roquemartine                                     | Eyguières            | Bouches-du-Rhône        | Provence-Alpes-Côte d'Azur | Inscrit                                                                                        | 43° 42′ 55″ N, 5° 01′ 58″ E  |       |
| Église Saint-Louis de Villemomble                           | Villemomble          | Seine-Saint-Denis Seine | Île-de-France              | Inscrit                                                                                        | 48° 53′ 07″ N, 2° 30′ 55″ E  |       |

## Projets de maillage
La liste des cent projets de maillage, 96 pour les départements de métropole et 4 pour les collectivités d'outre-mer, est annoncée le 30 août 2022, depuis le château de Maison-Blanche à Gagny.

### Auvergne-Rhône-Alpes
| Nom                                     | Commune                 | Département       | Protection | Coordonnées                 | Image |
| --------------------------------------- | ----------------------- | ----------------- | ---------- | --------------------------- | ----- |
| Batterie de Sermenaz                    | Neyron                  | Ain               |            | 45° 48′ 44″ N, 4° 55′ 11″ E |       |
| Église Saint-Julien de Neuville         | Villefranche-d'Allier   | Allier            |            | 46° 25′ 12″ N, 2° 49′ 41″ E |       |
| château de Saint-Jean-le-Centenier      | Saint-Jean-le-Centenier | Ardèche           |            | 44° 35′ 26″ N, 4° 32′ 04″ E |       |
| Carmel de Saint-Flour                   | Saint-Flour             | Cantal            |            | 45° 01′ 57″ N, 3° 05′ 44″ E |       |
| Abbaye de Vernaison                     | Châteauneuf-sur-Isère   | Drôme             | Inscrit    | 45° 01′ 47″ N, 5° 00′ 59″ E |       |
| Moulinage des Mazeaux                   | Tence                   | Haute-Loire       |            | 45° 07′ 02″ N, 4° 19′ 12″ E |       |
| Maison Guillot                          | Andilly                 | Haute-Savoie      |            | 46° 03′ 13″ N, 6° 03′ 42″ E |       |
| Tour Florie-Richard                     | Beaurepaire             | Isère             |            | 45° 20′ 22″ N, 5° 03′ 16″ E |       |
| Église prieurale de Saint-Romain-le-Puy | Saint-Romain-le-Puy     | Loire             | Inscrit    | 45° 33′ 26″ N, 4° 07′ 34″ E |       |
| Fort de Feyzin                          | Feyzin                  | Métropole de Lyon |            | 45° 40′ 18″ N, 4° 52′ 01″ E |       |
| Chapelle Notre-Dame d'Andelot           | Vensat                  | Puy-de-Dôme       | Inscrit    | 46° 03′ 52″ N, 3° 09′ 23″ E |       |
| Voie sarde                              | Saint-Sulpice           | Savoie            |            |                             |       |

### Bourgogne-Franche-Comté
| Nom                                                | Commune           | Département           | Protection                                            | Coordonnées                 | Image |
| -------------------------------------------------- | ----------------- | --------------------- | ----------------------------------------------------- | --------------------------- | ----- |
| Séchoir à houblon de Bèze                          | Bèze              | Côte-d'Or             |                                                       | 47° 28′ 05″ N, 5° 16′ 00″ E |       |
| Pavillon de musique de l'hôtel Michotey            | Besançon          | Doubs                 |                                                       | 47° 14′ 07″ N, 6° 01′ 21″ E |       |
| Maison médiévale à Chariez                         | Chariez           | Haute-Saône           |                                                       | 47° 37′ 12″ N, 6° 05′ 08″ E |       |
| Salines de Salins-les-Bains                        | Salins-les-Bains  | Jura                  | Classé, partie d'un site du patrimoine mondial UNESCO | 46° 56′ 17″ N, 5° 52′ 32″ E |       |
| Écuries du château de Prye                         | La Fermeté        | Nièvre                |                                                       | 46° 57′ 09″ N, 3° 18′ 52″ E |       |
| Église Saint-Pierre-aux-Liens de Varenne-l'Arconce | Varenne-l'Arconce | Saône-et-Loire        | Classé                                                | 46° 20′ 18″ N, 4° 09′ 30″ E |       |
| Synagogue de Foussemagne                           | Foussemagne       | Territoire de Belfort | Inscrit                                               | 47° 38′ 05″ N, 7° 00′ 08″ E |       |
| Pigeonnier du château du Fey                       | Villecien         | Yonne                 |                                                       | 48° 00′ 52″ N, 3° 19′ 54″ E |       |

### Bretagne
| Nom                           | Commune                   | Département     | Protection | Coordonnées                 | Image |
| ----------------------------- | ------------------------- | --------------- | ---------- | --------------------------- | ----- |
| Passerelle Eiffel de Kermezen | La Roche-Jaudy            | Côtes-d'Armor   |            | 48° 43′ 36″ N, 3° 15′ 57″ O |       |
| Mât Fénoux                    | Audierne                  | Finistère       |            | 48° 00′ 40″ N, 4° 32′ 28″ O |       |
| Moulin de Beauchet            | Saint-Père-Marc-en-Poulet | Ille-et-Vilaine | Inscrit    | 48° 34′ 34″ N, 1° 57′ 20″ O |       |
| Château du Plessis-Kaër       | Crach                     | Morbihan        | Inscrit    | 47° 38′ 41″ N, 2° 58′ 33″ O |       |

### Centre-Val de Loire
| Nom                                      | Commune                 | Département    | Protection | Coordonnées                 | Image |
| ---------------------------------------- | ----------------------- | -------------- | ---------- | --------------------------- | ----- |
| Maison du bailliage du comté de Sancerre | Sancerre                | Cher           |            | 47° 19′ 50″ N, 2° 50′ 22″ E |       |
| Grange du manoir de Pré                  | Chapelle-Guillaume      | Eure-et-Loir   |            | 48° 07′ 46″ N, 0° 53′ 42″ E |       |
| Maison Auclert-Descottes                 | Argenton-sur-Creuse     | Indre          |            | 46° 35′ 14″ N, 1° 31′ 06″ E |       |
| Église Saint-André                       | Villaines-les-Rochers   | Indre-et-Loire | Classé     | 47° 13′ 14″ N, 0° 29′ 46″ E |       |
| Cloître Saint-Saturnin                   | Blois                   | Loir-et-Cher   | Classé     | 47° 34′ 54″ N, 1° 20′ 14″ E |       |
| Prieuré                                  | La Neuville-sur-Essonne | Loiret         | Inscrit    | 48° 11′ 12″ N, 2° 22′ 35″ E |       |

### Corse
| Nom                  | Commune   | Département  | Protection | Coordonnées                 | Image |
| -------------------- | --------- | ------------ | ---------- | --------------------------- | ----- |
| Moulin d'Acoravo     | Arbellara | Corse-du-Sud |            | 41° 39′ 50″ N, 9° 00′ 52″ E |       |
| Palazzu de Belgodère | Belgodère | Haute-Corse  |            | 42° 35′ 02″ N, 9° 01′ 03″ E |       |

### Grand-Est
| Nom                                     | Commune           | Département        | Protection      | Coordonnées                 | Image |
| --------------------------------------- | ----------------- | ------------------ | --------------- | --------------------------- | ----- |
| bastion du Roy et écuries du gouverneur | Rocroi            | Ardennes           |                 | 49° 55′ 36″ N, 4° 31′ 21″ E |       |
| Église Saint-André                      | Mesnil-Saint-Père | Aube               | Inscrit         | 48° 14′ 57″ N, 4° 19′ 59″ E |       |
| Église de la Paix                       | Frœschwiller      | Bas-Rhin           | Inscrit         | 48° 56′ 32″ N, 7° 43′ 19″ E |       |
| Maison Gilardoni                        | Altkirch          | Haut-Rhin          |                 | 47° 36′ 45″ N, 7° 14′ 02″ E |       |
| Église Notre-Dame-de-la-Nativité        | Fayl-Billot       | Haute-Marne        |                 | 47° 46′ 56″ N, 5° 35′ 52″ E |       |
| Moulin                                  | Orbais-l'Abbaye   | Marne              |                 | 48° 57′ 07″ N, 3° 42′ 06″ E |       |
| Château de Bas                          | Champigneulles    | Meurthe-et-Moselle |                 | 48° 43′ 52″ N, 6° 09′ 56″ E |       |
| Église Saint-Laurent des Senades        | Les Islettes      | Meuse              |                 | 49° 05′ 49″ N, 4° 59′ 56″ E |       |
| Maison Berweiller                       | Sierck-les-Bains  | Moselle            | Classé, inscrit | 49° 26′ 28″ N, 6° 21′ 26″ E |       |
| Écomusée vosgien de la brasserie        | Ville-sur-Illon   | Vosges             |                 | 48° 11′ 00″ N, 6° 12′ 19″ E |       |

### Hauts-de-France
| Nom                                    | Commune               | Département   | Protection | Coordonnées                 | image |
| -------------------------------------- | --------------------- | ------------- | ---------- | --------------------------- | ----- |
| Halle                                  | Marigny-en-Orxois     | Aisne         | Classé     | 49° 03′ 37″ N, 3° 13′ 35″ E |       |
| Tuilerie                               | Râches                | Nord          |            | 50° 24′ 41″ N, 3° 07′ 54″ E |       |
| Église abbatiale Notre-Dame d'Ourscamp | Chiry-Ourscamp        | Oise          |            | 49° 32′ 06″ N, 2° 58′ 28″ E |       |
| Chapelle de l'Hospice                  | Saint-Venant          | Pas-de-Calais |            | 50° 37′ 22″ N, 2° 32′ 50″ E |       |
| Château de Bouillancourt               | Bouillancourt-en-Séry | Somme         | Inscrit    | 49° 57′ 41″ N, 1° 37′ 44″ E |       |

### Île-de-France
| Nom                                  | Commune                     | Département       | Protection      | Coordonnées                 | Image |
| ------------------------------------ | --------------------------- | ----------------- | --------------- | --------------------------- | ----- |
| Chapelle Saint-Blaise-des-Simples    | Milly-la-Forêt              | Essonne           | Classé, inscrit | 48° 23′ 57″ N, 2° 28′ 28″ E |       |
| Chapelle de l'hôpital de la Reine    | Saint-Cloud                 | Hauts-de-Seine    |                 | 48° 50′ 39″ N, 2° 13′ 06″ E |       |
| Atelier 11 cité Falguière            | 15e arrondissement de Paris | Paris             |                 | 48° 50′ 26″ N, 2° 18′ 43″ E |       |
| Remparts de Meaux                    | Meaux                       | Seine-et-Marne    |                 | 48° 57′ 42″ N, 2° 52′ 45″ E |       |
| Château de Maison-Blanche            | Gagny                       | Seine-Saint-Denis |                 | 48° 52′ 31″ N, 2° 32′ 41″ E |       |
| Hall John-Fitzgerald-Kennedy         | Sarcelles                   | Val-d'Oise        |                 | 48° 58′ 39″ N, 2° 22′ 48″ E |       |
| Pigeonnier du château Smith-Champion | Nogent-sur-Marne            | Val-de-Marne      |                 | 48° 50′ 09″ N, 2° 29′ 08″ E |       |
| Maison des sœurs                     | Châteaufort                 | Yvelines          |                 | 48° 43′ 49″ N, 2° 06′ 02″ E |       |

### Normandie
| Nom                                                                          | Commune           | Département    | Protection | Coordonnées                 | Image |
| ---------------------------------------------------------------------------- | ----------------- | -------------- | ---------- | --------------------------- | ----- |
| Chapelle du château d'Amblie                                                 | Ponts sur Seulles | Calvados       |            | 49° 17′ 29″ N, 0° 29′ 31″ O |       |
| Église Saint-Rémi                                                            | Bézu-Saint-Éloi   | Eure           |            | 49° 17′ 42″ N, 1° 42′ 05″ E |       |
| Mur Grimaldi                                                                 | Torigni-sur-Vire  | Manche         |            | 49° 02′ 01″ N, 0° 58′ 27″ O |       |
| Orangerie, fruitier et maison du jardinier du château du Bourg-Saint-Léonard | Gouffern en Auge  | Orne           |            | 48° 46′ 03″ N, 0° 06′ 12″ E |       |
| Colombier du château de La Mailleraye-sur-Seine                              | Arelaune-en-Seine | Seine-Maritime |            | 49° 28′ 57″ N, 0° 45′ 57″ E |       |

### Nouvelle-Aquitaine
| Nom                              | Commune                   | Département          | Protection      | Coordonnées                 | Image |
| -------------------------------- | ------------------------- | -------------------- | --------------- | --------------------------- | ----- |
| Pigeonnier de la grange à l'abbé | Saint-Yrieix-sur-Charente | Charente             |                 | 45° 40′ 24″ N, 0° 08′ 56″ E |       |
| Château                          | Villeneuve-la-Comtesse    | Charente-Maritime    | Inscrit         | 46° 05′ 23″ N, 0° 30′ 09″ O |       |
| Château du Lieuteret             | Darnets                   | Corrèze              | Inscrit         | 45° 25′ 34″ N, 2° 07′ 39″ E |       |
| Orangerie du château de Mainsat  | Mainsat                   | Creuse               |                 | 46° 03′ 08″ N, 2° 23′ 17″ E |       |
| Château de la Chenulière         | La Chapelle-Saint-Laurent | Deux-Sèvres          |                 | 46° 44′ 43″ N, 0° 27′ 09″ O |       |
| Forge d'Ans                      | Cubjac-Auvézère-Val d'Ans | Dordogne             | Inscrit         | 45° 13′ 36″ N, 0° 59′ 08″ E |       |
| Église Notre-Dame-de-Lorette     | Saint-Michel-de-Lapujade  | Gironde              |                 | 44° 35′ 18″ N, 0° 05′ 56″ E |       |
| Chapelle Saint-Aurélien          | Limoges                   | Haute-Vienne         | Inscrit         | 45° 49′ 42″ N, 1° 15′ 26″ E |       |
| Hôtel de Bourrouilhan            | Saint-Sever               | Landes               | Inscrit         | 43° 45′ 29″ N, 0° 34′ 18″ O |       |
| Château Solar                    | Castelmoron-sur-Lot       | Lot-et-Garonne       |                 | 44° 23′ 48″ N, 0° 29′ 38″ E |       |
| Château Bijou                    | Labastide-Villefranche    | Pyrénées-Atlantiques | Classé          | 43° 27′ 20″ N, 1° 01′ 18″ O |       |
| château de Purnon                | Verrue                    | Vienne               | Classé, inscrit | 46° 52′ 14″ N, 0° 10′ 50″ E |       |

### Occitanie
| Nom                                                                | Commune             | Département         | Protection                                            | Coordonnées                 | Image |
| ------------------------------------------------------------------ | ------------------- | ------------------- | ----------------------------------------------------- | --------------------------- | ----- |
| Château de Terride                                                 | Mirepoix            | Ariège              | Classé                                                | 43° 05′ 59″ N, 1° 52′ 47″ E |       |
| Église Notre-Dame-du-Rosaire du monastère Sainte-Marie de Prouilhe | Fanjeaux            | Aude                |                                                       | 43° 11′ 40″ N, 2° 03′ 31″ E |       |
| Tour de Clairvaux                                                  | Clairvaux-d'Aveyron | Aveyron             |                                                       | 44° 25′ 38″ N, 2° 24′ 39″ E |       |
| Château                                                            | Cassagnoles         | Gard                |                                                       | 44° 01′ 23″ N, 4° 07′ 52″ E |       |
| Collégiale Saint-Pierre                                            | La Romieu           | Gers                | Classé, partie d'un site du patrimoine mondial UNESCO | 43° 58′ 53″ N, 0° 29′ 54″ E |       |
| Briqueterie Rondé-Oustau                                           | Muret               | Haute-Garonne       |                                                       | 43° 27′ 37″ N, 1° 19′ 01″ E |       |
| Abbatiale Notre-Dame-de-l'Assomption                               | Saint-Savin         | Hautes-Pyrénées     | Classé                                                | 42° 58′ 54″ N, 0° 05′ 28″ O |       |
| Mas de Mirabeau                                                    | Fabrègues           | Hérault             |                                                       | 43° 31′ 41″ N, 3° 45′ 56″ E |       |
| Domaine de Marquayrol                                              | Labastide-du-Vert   | Lot                 |                                                       | 44° 30′ 39″ N, 1° 15′ 37″ E |       |
| Hôtel de Rouvière                                                  | Marvejols           | Lozère              | Classé                                                | 44° 33′ 12″ N, 3° 17′ 28″ E |       |
| Château de Salveterra                                              | Opoul-Périllos      | Pyrénées-Orientales |                                                       | 42° 52′ 35″ N, 2° 51′ 39″ E |       |
| Moulin de Florentin                                                | Florentin           | Tarn                |                                                       | 43° 53′ 06″ N, 2° 01′ 46″ E |       |
| Église Saint-Martin                                                | Coutures            | Tarn-et-Garonne     |                                                       | 43° 57′ 07″ N, 0° 59′ 11″ E |       |

### Pays de la Loire
| Nom                                      | Commune               | Département      | Protection      | Coordonnées                 | Image |
| ---------------------------------------- | --------------------- | ---------------- | --------------- | --------------------------- | ----- |
| Chapelle Saint-Georges de Penfao         | Guémené-Penfao        | Loire-Atlantique | Inscrit         | 47° 36′ 11″ N, 1° 47′ 45″ O |       |
| Maison bleue                             | Angers                | Maine-et-Loire   | Classé, inscrit | 47° 28′ 11″ N, 0° 32′ 58″ O |       |
| Théâtre                                  | La Bazouge-de-Chemeré | Mayenne          |                 | 48° 00′ 07″ N, 0° 29′ 27″ O |       |
| Château de Courtanvaux                   | Bessé-sur-Braye       | Sarthe           | Classé, inscrit | 47° 50′ 39″ N, 0° 44′ 08″ E |       |
| Clos patrimonial du phare de l'île d'Yeu | L'Île-d'Yeu           | Vendée           | Inscrit         | 46° 43′ 03″ N, 2° 22′ 56″ O |       |

### Provence-Alpes-Côte d'Azur
| Nom                                      | Commune        | Département             | Protection                                                         | Coordonnées                 | Image |
| ---------------------------------------- | -------------- | ----------------------- | ------------------------------------------------------------------ | --------------------------- | ----- |
| Maison « Le Paraïs »                     | Manosque       | Alpes-de-Haute-Provence | Inscrit, maisons des Illustres, label « Patrimoine du XXe siècle » | 43° 51′ 01″ N, 5° 47′ 25″ E |       |
| Monastère fortifié de l'abbaye de Lérins | Cannes         | Alpes-Maritimes         | Classé                                                             | 43° 30′ 19″ N, 7° 02′ 52″ E |       |
| Église Saint-Nicolas-de-Myre             | Marseille      | Bouches-du-Rhône        | Inscrit                                                            | 43° 17′ 19″ N, 5° 22′ 49″ E |       |
| Chapelle Saint-Pierre du Bourget         | Cervières      | Hautes-Alpes            |                                                                    | 44° 52′ 30″ N, 6° 46′ 21″ E |       |
| Casa Nieves                              | Solliès-Toucas | Var                     |                                                                    | 43° 12′ 22″ N, 6° 01′ 23″ E |       |
| Maison du roi René                       | Avignon        | Vaucluse                | Classé                                                             | 43° 56′ 47″ N, 4° 48′ 34″ E |       |

### Outre-mer
| Nom                                   | Commune                 | Département | Protection | Coordonnées                  | Image |
| ------------------------------------- | ----------------------- | ----------- | ---------- | ---------------------------- | ----- |
| Maison du docteur Eugène Clède        | Grand-Bourg             | Guadeloupe  |            | 15° 52′ 56″ N, 61° 18′ 54″ O |       |
| Presbytère de Saint-Laurent-du-Maroni | Saint-Laurent-du-Maroni | Guyane      | Inscrit    | 5° 29′ 54″ N, 54° 01′ 41″ O  |       |
| Chapelle Saint-Thomas-des-Indiens     | Saint-Denis             | La Réunion  | Inscrit    | 20° 52′ 59″ S, 55° 27′ 25″ E |       |
| Maison, 115 rue Victor-Hugo           | Fort-de-France          | Martinique  | Inscrit    | 14° 36′ 17″ N, 61° 04′ 20″ O |       |